# Pouteria cicatricata
Pouteria cicatricata är en tvåhjärtbladig växtart som beskrevs av Terence Dale Pennington. Pouteria cicatricata ingår i släktet Pouteria och familjen Sapotaceae. IUCN kategoriserar arten globalt som nära hotad. Inga underarter finns listade i Catalogue of Life.